# ものべの
『ものべの』は、Loseより2012年4月27日に発売された18禁アダルトゲーム。
人間と妖怪が共存する穏やかな田舎を舞台にしたアダルトゲーム。
ストーリーに力が入っているが、「肉体的には大人だが精神は少女のまま」の妹である夏葉とのHシーンといった一風変わったHシーンも存在している。
2013年10月25日に、『ものべの』本編のリライト版と本編の続編がセットになった『ものべの -happy end-』が発売された。
2014年9月25日に、『ものべの -happy end-』をPlayStation Vitaに移植した『ものべの -pure smile-』がdramatic createより発売された。
2018年1月26日、HIKARI FIELDから中国語版である『茂伸奇談-Monobeno-』がSteamでの配信が開始されたほか、2018年5月にはファンディスクの中国語版の配信も行われた。
本項ではこれらすべての解説を行う。

## ストーリー
医大生である沢井 透とその妹・夏葉は、高知県にある茂伸村に帰郷し、村で楽しく過ごす。
だが、"ひめみや流"という夏祭りの夜、夏葉が一晩で急成長するという異変が起きる。
しかも、年老いたり若返ったりするなど変化が安定せず、夏葉は不安と恐怖におびえるばかり。
はたして、兄妹の運命やいかに。

## 登場人物
担当声優は18禁版 / 15歳以上対象版の順。

### メインキャラクター
沢井 透（さわい とおる）
声 - 陸奥出流 / 小尾元政
本作の主人公。犀玉医大に通う大学生。生活面をサポートしてくれている有島家の主人、有島尚武への憧れと感謝から医者を目指す。作中の会話から課程の5年目に入り、病院での実地研修を控えていることがわかっている。博師の家に生まれたが故か、肉類は鶏肉しか食さない。茂伸村に生まれ育ったため、その風貌に反して体力はかなりある。
彼の名前はとおこから名前の一部をもらったものであり、伝統的な「芳」の字は付けられなかった。
南雲教授からも「優秀な学生」と評されるなど医者の卵として将来有望であるが、博師としての才能も厳芳が太鼓判を押すほどのものを持つ。
透の出産当時、母・はなの衰弱から出産は母子共に生命の危険があると診断された他、米占を立てても「生まれてくることが出来ない」とされた、暗い出生の秘密を持つ。
沢井 夏葉（さわい なつは）
声 - 杏子御津 / 門脇舞以
透の妹。幼少期から大変活発で好奇心旺盛な性格。とある事故により茂伸村を離れたがるようになり、現在は上京した透と2人暮らしをしている。
現在でもとても活発で、年頃の少女らしくおしゃれにも強い興味を持っている。一方で精神年齢は見た目よりも高く、ここぞというときの落ち着きや理解力は大人顔負けである。
すみ
声 - 佐倉江美 / 永井真衣
あかしゃぐまと呼ばれる妖怪。透が産まれた時に呼ばれたらしく、道中で出会った飛車角とともに茂伸へとやって来た。古風な口調で話す。横文字の発音が苦手。
透が生まれる年に生まれ、徳島のとある民家に憑いた。故に外見こそ夏葉より幼く見えるが、透と同い年。透にとっては初恋の相手でもある。普段は家守として沢井家の家屋を維持する役目を負っており、透・夏葉兄妹が久しぶりに帰省するまでずっと家屋を綺麗に保っていた。それ故か、かなりマメな性質で気配りも細やか、そしてやや口煩い。
「大きいもの」の象徴としてクジラを非常に好んでおり、着物にもアクセサリーをつけている。
『happy end』では透との間に娘のえみをもうけている。
有島 ありす（ありしま ありす）
声 - ヒマリ / 朋永真季
沢井家の隣家、有島家の一人娘で透の幼馴染。村一番の美少女。両親ともに標準語を話していたため、自身も標準語で話す。年上である透に対しては丁寧語で話している。
明朗快活な性格で、おしゃれに関しての知識・技術は凄まじいものを持つ。一方で勉強を苦手としており、両親からは「東京に行く云々の前に大学に行けるのか」と心配されている。
透に対して強い好意を抱いており、積極的にアプローチしているが、あまり報われていない。
茂伸村生まれのため、身体能力や体力は同年代の少女のそれを凌駕している。

### サブキャラクター
「happy end」で追加される人物は該当ヒロインルート以外では登場しないが、「まいてつ」とのショートストーリーでは七面類の力により、別世界から呼び出され、その世界のヒロインが集い、交流している。
飛車角（ひしゃかく）
声 - 堀川忍 / 宮下栄治
唐傘型の妖怪。長い舌は自在に伸ばし、腕のように使うことができる。ただし使いすぎると疲れてまともに喋れなくなる。
年長者ということもあってか沢井家のおじいちゃん的存在であり、普段は温厚でおどけた調子だが、ここぞという時には頼りになる。
実は『仏法敵 大傘妖飛車角』の異名を持つ、作中最強クラスの大妖怪。現在は寄る年波の影響が大きく、かつての力の十分の一も発揮できないとされるが、それでも『いづものみこ』と呼ばれる神の恩人であり、作中に登場し透たちと言葉を交わした妖怪たちは皆一様に彼を恐れている。
有島 尚武（ありしま なおたけ）
声 - 燦英志 / 同左
ありすの父で、茂伸村唯一の医師。東京出身。
かつてFFI（Fatal Familial Insomnia：致死性家族性不眠症）を患い、長いことまともに睡眠もとれず、治療のための研究に没頭していたところ、恋人関係にあった菜穂子に勧められて茂伸村を訪れ、透の父・高芳の病止祈祷を受けて完治する。それに衝撃を受け、無医村だった茂伸村の村医者になることを決意し、本格的に移住してきた。
穏やかで落ち着いた物腰で、村人たちからも多大な信頼を寄せられている。
有島 菜穂子（ありしま なほこ）
声 - 篠原ゆみ / 南月悠奈
ありすの母。夫である尚武の営む診療所で看護師として働いている。村の他の女の子たちとは異なり、一度は東京に出てOLをしたいという夢を抱き、一度村を出ている。その後尚武と出会い、彼の病を知って「騙されたと思って」と言って故郷の茂伸村に彼を伴って帰郷。知人であった高芳に病止祈祷を依頼し、尚武は全快する。
とおこ
声 - かわしまりの / 瑞沢渓
牛鬼。祖先からの縁で沢井家を守護している。
穏やかというかかなりマイペースな性格で、非常に間延びした口調で話す。外見もあって「隣のお姉さん」的存在として認識されているが、妖怪としての力は強大である。相手の名前を呼ぶ時は平仮名になる、というより彼女の会話には漢字がほとんどない。
透の誕生時、高芳の「強い子に育ってほしい」という願いを受けて自分の名前から二文字を取って「とおる」と名付けている。つまり、透の名付け親でもある。
下半身を牛のそれに変化させることができるが、変化する瞬間を他者に見られるのは恥ずかしいらしい。また、一切の無駄がない筋肉質であると描写されている。
ひめみや
声 - 鈴田美夜子 / 若林直美
ひめみや流の巫女。年齢不詳の美女。
非常に重要な立場にあるが、当人はいたってさばけた性格であり、時折だらしないところも見せる、透にとってはとおこ同様に姉のような存在。
懐の広い人物ではあるが、一方で村を守るためならばいかなる手段も辞さない冷徹な一面も持ち、大妖怪である飛車角を強く警戒している。
滝女郎（たきじょろう）
声 - 一色ヒカル / 田中涼子
オオトメ釜を守る大妖。本来は女郎グモの姿だが、人間の姿にも変化できる。
冷徹で厳格な性格で、オオトメ釜を外敵から守っている。反面、自身の蜘蛛姿を怖れない者に対しては極めて甘く、世話を焼くこともある。また、自身の分身を里に送り込んでは人間と交流することを何よりの楽しみとしている。
分身は本体から離れるほどに縮み、幼く見えるようになる。
ちま
声 - 宮沢ゆあな / 同左
ひめみやに飼われている、尾が二股に分かれた化け猫。普段は猫の姿だが、人間の少女の姿に化けることもできる。村の猫会議ではリーダー的存在。
誰に対しても（ひめみやに対しても）不遜な態度を崩さないが、ありすに対してだけは多大な尊敬の念を向け、彼女の頼みなら引き受けてくれる。またありすに対して献身的であり、傍から見ればとんちんかんでも本人は一生懸命である。
オレンジ色の布をスカーフのように巻いている。
山木 芳秀（やまもと よしひで）
声 - 縛里悠太郎 / 同左
茂伸村の村長であり、ひめみや流の博師。山祈祷を得意とする。
高畑 厳芳（たかはた いさよし）
声 - 水上司郎 / 寺田明正
透の父、高芳の師匠である博師。米占を立てられる数少ない博師で、虫祈祷を得意とする。沢井家と有島家が所在する『不至』よりもさらに奥、村の最果てである『果』に住まう。
厳格な性格で非常に無口。一方で沢井兄妹を深く気遣っており、度々世話を焼いている。透が博師として優れた才能を持っていることを見抜いているが、彼が医者を志し、その道に進むのであればそれも良いと思っていたという。
めっかい
声 - 大庭弐勤 / 真嶋成章
ひめみやの飼い犬。非常に賢く、透達が帰ってきた日の夜のパーティに仕留めたヤマキジを持参する。
妖怪に対しても怯まず、果敢に立ち向かう。先祖代々その名を受け継ぐという。
身につけているスカーフは濃いめの空色。
えみ
声 - 桐谷華 / 種﨑敦美
『happy end』より登場したすみと透との娘。すみの好きなクジラのポシェットを下げている。
星辰ひめみや（せいしん ひめみや）
声 - 上原あおい / 深田愛衣
『happy end』より登場したひめみや流開祖。肉体はすでに滅びており、他の女の時間を前借することで生きた肉体を得ることができる。代理人と認めた男が、前借された女に精を注ぐことで前借は清算できる。
七面頬（ななつらお）
声 - あじ秋刀魚 / 前田恵
『happy end』より登場した茂伸の妖怪を束ねる主として崇められる七つの頭を持つ蛭の大妖で、蛭での名は「なつらおお」、人の形での名は「ななつらお」。神になる修行のため茂伸を離れ出雲に赴いたと言われており、夏葉の老化を治すために七面頬の時喰みの術の力を借りようと、透はすみとえみと飛車角を連れて出雲へと向かう。
異世界への「穴」を作り出し、本編ではルート分けにより、会うこと不可能な人物をそれぞれ呼び出して交流することができる。
つみ
声 - 藤森ゆき奈 / 高橋かな
蠱毒の人間版と言える、人蠱の術によって生まれた少女。
いづものみこ
声 - 上田朱音 / 眞田朱音
『happy end』より登場した神代の頃から生きる出雲の古き神。飛車角とは飛車角がまだ茂伸へ来る以前に出会った過去がある。
鉄砲撃レ狸（てっぽううたれたぬき）
声 - 早瀬ゃょぃ / 早瀬弥生
『happy end』より登場する妖怪で、八百八狸の末席、八百八番たる雌だぬき。えみとは親友同士であり透たちに協力することになる。えみからは「うたれちゃん」と呼ばれている。『pure smile』では人間形態にも変身する。
赤江 ゆき（あかえ ゆき）
声 - 中村麻未
『pure smile』追加キャラクター。夏葉が入院中に知り合った少女。

## スタッフ
- 原画･CG彩色：cura
- CG彩色･妖怪イラスト：Tam-U
- シナリオ：進行豹、詠野万知子
- 背景：田上俊介
- BGM：studio sync,Beat system、ちさと
- ムービー制作：ろんず

## 主題歌
無印
オープニングテーマ
1st「夏果」
歌：佐藤ひろ美 / 作詞：aruy / 作曲：岩野道拓 / 編曲：Team-OZ
2nd「君と紡いでいく物語」
歌：Prico / 作詞：小林民府 / 作曲：Team-OZ / 編曲：Yut,imasuke
夏葉ルート「月下の祈り」
歌：Junko / 作詞・作曲：studio sync, Beat system
エンディングテーマ
すみルート「千の古」
歌：Sake / 作詞・作曲：神凪琉榎
ありすルート「涼風」
歌：上条ひずる / 作詞・作曲：衛児
夏葉ルート「明日今日よりもずっと」
歌：小鳥遊まこ / 作詞・作曲：神凪琉榎
ものべの -happy end-
オープニングテーマ
「ものべののうた」
歌：西沢はぐみ / 作詞・作曲・編曲：Team-OZ
エンディングテーマ
「みんなの笑顔」
歌：氷青 / 作詞・作曲・編曲：Team-OZ

## 開発

### 『happy end』
本作発売後、ユーザーからのいくつか意見が寄せられ、Loseはストーリーをリライトすることを決めた。
その結果、『ものべの -happy end-』ではいずれのルートもハッピーエンドとしてとらえられるよう後日談が追加されたほか、夏葉の共通ルートの重複部分が削除された。
また、夏葉の老化シーンがショッキングであるという意見も寄せられ、『happy end』では老化表現をOFFにするスイッチが設けられた。

## 反響

### 売り上げ
『ものべの -pure smile-』は発売日である2014年9月25日から2014年12月28日までの間に3,962本販売され、2014年期の販売ランキングでは705位であった。

### 人気投票
2013年には、2012年に発売された数百本の美少女ゲームを対象とする人気投票が、『Getchu.com』・『TECH GIAN』・『BugBug』の主催でそれぞれ行われた。2012年に発売された『ものべの』は、いくつかの部門でランキング入りを果たした。『BugBug』の「2012年読者が選ぶ美少女ゲーム年間ランキング」では、エッチ部門で12位、シナリオ部門で17位、サウンド部門で20位、ヴォイス部門で17位に選ばれた。キャラクター部門ではヒロインのすみが17位に選ばれた。一方で、総合部門、ゲーム性部門ではランキング圏外であった。『TECH GIAN』の「俺ゲーグランプリ2012」では総合部門で24位に選ばれたが、その他の部門ではランキング圏外であった。『Getchu.com』の「美少女ゲーム大賞2012」では、シナリオ部門で18位、システム部門で18位、ムービー部門で20位に選ばれた。ヒロインの沢井 夏葉はキャラクター部門で16位に選ばれた。
2013年に発売された『ものべの -happy end-』も、2013年に発売された美少女ゲームを対象とする人気投票でいくつかの部門でランキング入りを果たしている。『BugBug』の「2013年読者が選ぶ美少女ゲーム年間ランキング」では、総合部門で14位、シナリオ部門で16位、サウンド部門で19位に選ばれた。またヒロインのすみはキャラクター部門で17位に選ばれた。

### 受賞歴・批評
『ものべの』
『ものべの』はBGMが評価され、萌えゲーアワード2012のBGM賞銀賞を受賞した。
『BugBug』2012年6月号に『ものべの』のレビューが掲載された。田舎という舞台に合わせて葉が舞ったり山の背景がスクロールしたりする演出は、「これほどリアルに田舎を感じさせるゲームはない」と賞賛された。音楽に関しては、「和風テイストな音楽も気持ちを盛り上げる」との意見が寄せられた。シナリオに関しては、物語の進展とともに生じる疑問や明かされる真実がシナリオを読むのを止められなくするとの感想が述べられた。総評としては「CG、演出、シナリオと、すべてにおいて作り込まれていて完成度が高い」と評された。『テックジャイアンブリリアント 2012年 上半期』のレビューでは、「自然と人と妖との深い絆を丹念に描き、彼らが見せる優しさや信頼関係でプレーヤーを包み込む」作品だと評された。また、人と妖との絆を物語の中心に据えた本作は、「幸せや平和のためには、こうした信頼や絆がなにより大事」というメッセージが込められているとの指摘がなされた。『BugBug』の「編集部㊙座談会2012」においては、「新しいソフトハウスにしてはすごい完成度でうまくツボを突かれた」「ブランドの姿勢に次回作以降も期待大」との意見が寄せられた。
本作をプレイしたユーザーからは、ゲーム雑誌のレビューでは取り上げられなかった点が指摘された。『Game-Style』によれば、ユーザーから「ヒロインの個別ルートがバッドエンドのようだ」と指摘され、特にすみルートとありすルートでは主人公とそれぞれのヒロインが結ばれても、残された夏葉が可愛そうだという意見が多数寄せられた。また、夏葉の老化シーンがショッキングだという意見や、夏葉の共通ルートは重複が多いという指摘もあった。
『ものべの -happy end-』
『ものべの -happy end-』は「萌えゲーアワード2013」にてプロモーション賞・金賞を受賞した。受賞理由として、初回版のパッケージを大きくしたことで話題を呼んだこと、イベント参加を繰り返しまた特典を用意するなどユーザーサービスが行き届いていたことが挙げられ、作品のクオリティ・方向性を明確に伝えたと講評された。
『BugBug』の「編集部㊙座談会2013」においては、「妹の夏葉の魅力がたっぷりですし、妖怪のすみや飛車角のアフターストーリーは、物語に引き込むほど夢中にさせてくれました」との意見が寄せられた。
『ものべの -pure smile-』
『ファミ通』2014年10月2・9日号にて『ものべの -pure smile-』のレビューが掲載された。4人のレビュアーがそれぞれ6, 8, 7, 6点をつけ、40点満点中27点を得た。人間と妖怪が共存する世界観や田舎の風俗を取り入れたシナリオが評価された一方で、選択肢が少なくインタラクティブ性が低いことを複数のレビュアーから指摘された。ただし、選択肢が単なる女の子選びに留まらない点、ルートによってオカルト系・医療系に展開が大きく変わる点がよいとの指摘もされた。

## ASMR作品
外伝という立ち位置の、全年齢向けASMR音声作品『あやかし郷愁譚』が2018年12月から2021年1月にかけてゲームに未登場のキャラクターも含めた全24作ダウンロード販売されている。
ゲーム未登場キャラクター
- お紺（声 - 伊ヶ崎綾香）
- ひよ（声 - 藤咲ウサ）
- パロポロ（声 - 浅見ゆい）
- ゆき（声 - 鈴谷まや）
- サキ（声 - 歩サラ）
- ぺろ（声 - 古都ことり）
- 結（声 - 花澤さくら）
- メリー（声 - 奏谷しはる）
- やこ（声 - 民安ともえ）
- ほゆる（声 - 	天知遥）
- まこ＆こま（声 - 水野七海（両方とも））
- ちせ（声 - 天上紫乃華）